# 议复河套
议复河套或称河套之议、复套之议，是中国明朝明世宗时期关于处置河套问题的争论。嘉靖二十五年（1546年），总督陕西三边军务曾铣条上复套之议，建议朝廷重新将河套纳入明朝的统治范围，以减少蒙古对边地的威胁。内阁首辅夏言给予了全力支持，后因种种原因而失败。虽然议复河套功亏一篑，主张者又惨遭杀身之祸，但此一重大事件对明朝的政治、军事等方面都产生了重大的影响。

## 背景
河套地区地处农牧交界地带，战略地位十分重要，自古便是中原王朝和游牧民族政权的兵家必争之地。明朝建立之初，元朝残余势力依然比较强大，虽取得了对蒙古的一些军事胜利，但已认识到不能彻底消灭蒙古军事势力，开始采取以守备为主的政策。至此，边患问题逐步显露出来。明代中叶以后，北虜南倭，为祸孔棘。尤其是自明正统以来，蒙古部落入据河套，不时寇掠诸边，成为危害明朝政权的心腹之患。当时的蒙古右翼土默特部首领俺答汗入据河套地区。并且依此为据点左突右冲，南下西进，频繁地对明朝沿边诸镇及腹里地区进行袭扰，对明朝的北部边防造成了巨大威胁。

## 过程

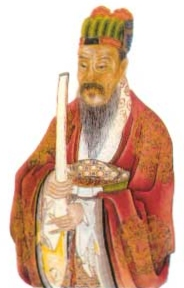
內閣首輔夏言像
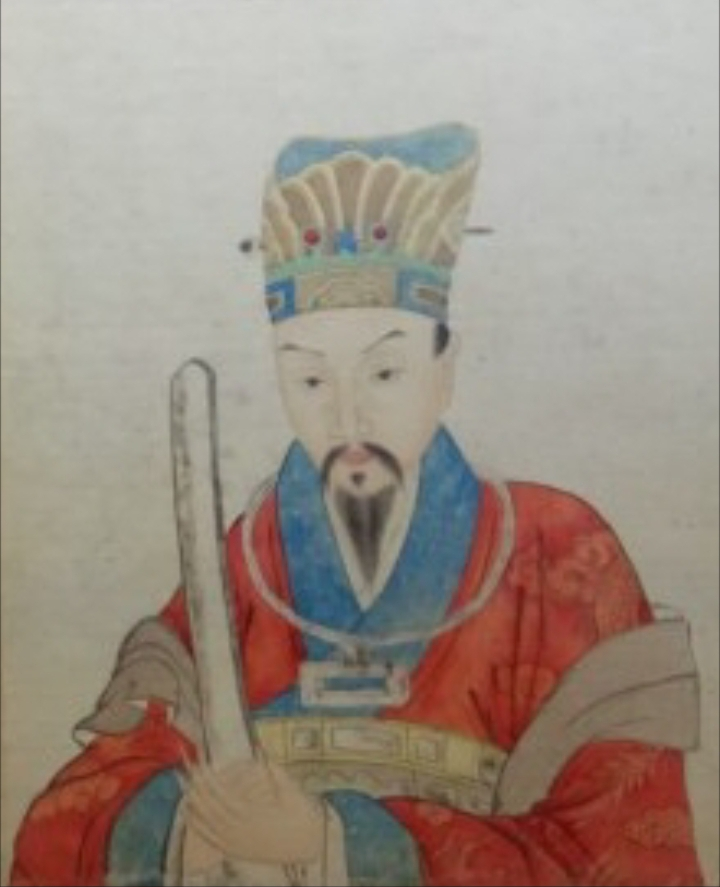
內閣首輔嚴嵩像

针对蒙古各部落在河套地区的日渐频繁活动，明朝为解除蒙古部落对北边边疆造成的威胁，在河套地区展开“搜套”、“捣巢”和“复套”几项活动，试图驱逐蒙古部落，重新将河套纳入明朝的统治范围，同时，在北部边地大规模地修墙筑堡来加强防御，双方在此展开了长期争夺。正德年间，朝廷中已有人提出复套的建议,但并未被武宗所采纳，直到曾铣于嘉靖年间再次提出复套建议后，才被明廷所采纳。
嘉靖二十五年（1546年）夏，明朝命巡抚山西兵部侍郎曾铣以原官总督陕西边疆军务。曾铣见蒙古骑兵驻牧河套，逼近关塞，频频侵扰陕西、山西等地，深为北边之患，嘉靖二十五年（1546年）十二月便上疏修墙、复河套二策，修筑西起定边营（今陕西定边）、东至黄甫川（今府谷东北）一千五百里边墙，并建发兵争取计划三年内收复河套地区。同时还奏请朝廷希望发银数十万两来练兵。曾铣的主张得到了首辅夏言支持，明世宗闻奏后同意他们的要求。，更是不遗余力地助成曾铣之说。然而使得明世宗对夏言与曾铣之间的关系产生了怀疑，从而对出兵河套的信心产生了动摇。
恰巧严嵩窥知明世宗已经无意收复河套，而严嵩与夏言有过节，就乘机上疏极力反对出兵收复河套，说依靠明朝现在的财力和兵力河套是无法收复的，且借此大肆攻击曾铣称“铣以好大喜功之心，而为穷兵黩武之举，在廷诸臣皆知其不可，第有所畏，不敢明言”。又贿赂边將仇鸾，让他上书诬告夏言受曾铣的勾結。严嵩更在明世宗面前說兩人夺回河套別有用意，明世宗果然相信。夏言极力疏辩，但得不到明世宗的信任，在嘉靖二十七年（1548年），明世宗否定复套之议，诏令革去夏言所有官阶，以“事为任意，迹涉强君”的罪名勒令其退休，同时命令锦衣卫官校逮曾铣入京问罪。这时俺答汗率军南下，侵扰宣化，严嵩乘机谗言，“早先夏言、曾铣提议收复河套，以致激怒俺答”。不久，曾铣以“結交近侍”的罪名被殺，夏言再次上疏論冤，明世宗不听，是年十月以“交结近侍”罪名被斬首。自此无人再敢议復河套之事。

## 后续
此后，明世宗采取闭关拒贡的政策来应对蒙古，使得大明和蒙古间的矛盾冲突更为尖锐。隆庆年间，明蒙间达成了通贡互市的隆庆和议，才使明蒙紧张的关系得以缓和，此后维持了几十年的和平稳定，河套地区的经济在此时也得到了恢复和发展。

## 影响
有明一代，蒙古多数都是从河套地区进入明朝腹地扰边，北部边地形势与蒙古部落占据河套有着直接的关系。河套的丢失及嘉靖时议复河套的失败，也是明朝对蒙古政策失误频频的缩影，河套问题一直困扰着明朝廷，明代北部边防形势的演变与蒙古部落进入河套有着直接的关系，并对明朝的政治、经济产生了重大影响。

## 争议
香港学者马楚坚对议复河套因严嵩陷害、上意中变，以夏言、曾铣被杀而终提出异议，主张给严嵩和明世宗平反。